# Sarswati Chaudhary
Sarswati Chaudhary (12 febbraio 1997) è una velocista nepalese, campionessa nazionale assoluta dei 100 metri piani e degli 800 metri piani nel 2019. Nel 2021 ha preso parte ai Giochi olimpici di Tokyo nella gara dei 100 metri piani, non riuscendo però a superare le batterie dei turni preliminari.

## Progressione

### 100 metri piani
| Stagione | Tempo | Luogo       | Data      | Rank. Mond. |
| -------- | ----- | ----------- | --------- | ----------- |
| 2021     | 12"91 | Tokyo       | 30-7-2021 |             |
| 2019     | 12"55 | Katmandu    | 3-12-2019 |             |
| 2016     | 13"11 | Ho Chi Minh | 3-6-2016  |             |
| 2014     | 13"65 | Taipei      | 12-6-2014 |             |

## Palmarès
| Anno | Manifestazione               | Sede        | Evento      | Risultato   | Prestazione | Note                                     |
| ---- | ---------------------------- | ----------- | ----------- | ----------- | ----------- | ---------------------------------------- |
| 2014 | Campionati asiatici U20      | Taipei      | 100 m piani | Batteria    | 13"65       | Miglior prestazione personale            |
| 2014 | Campionati asiatici U20      | Taipei      | 200 m piani | Batteria    | 28"03       |                                          |
| 2016 | Giochi dell'Asia meridionale | Guwahati    | 200 m piani | 6ª          | 26"18       |                                          |
| 2016 | Campionati asiatici U20      | Ho Chi Minh | 100 m piani | Batteria    | 13"11       | Miglior prestazione personale            |
| 2016 | Campionati asiatici U20      | Ho Chi Minh | 200 m piani | Batteria    | 26"91       |                                          |
| 2019 | Mondiali                     | Doha        | 100 m piani | Batteria    | 12"72       |                                          |
| 2019 | Giochi mondiali militari     | Wuhan       | 100 m piani | Batteria    | 12"66       |                                          |
| 2019 | Giochi mondiali militari     | Wuhan       | 200 m piani | Batteria    | 26"33       |                                          |
| 2019 | Giochi dell'Asia meridionale | Katmandu    | 100 m piani | 7ª          | 12"55       | Miglior prestazione personale            |
| 2019 | Giochi dell'Asia meridionale | Katmandu    | 200 m piani | 8ª          | 26"26       | Miglior prestazione personale stagionale |
| 2019 | Giochi dell'Asia meridionale | Katmandu    | 4×100 m     | 5ª          | 49"87       |                                          |
| 2021 | Giochi olimpici              | Tokyo       | 100 m piani | Preliminare | 12"91       | Miglior prestazione personale stagionale |

## Campionati nazionali
2019
- Oro ai campionati nepalesi assoluti, 100 m piani - 12"2 m
- Oro ai campionati nepalesi assoluti, 800 m piani - 2'16"0 m